# Bin i Radi, bin i König
Bin i Radi, bin i König ist ein 1965 von Fred Rauch und Charly Niessen geschriebenes Lied, das in der Version von Petar „Radi“ Radenković Platz 5 der deutschen Charts erreichte. Die Single wurde in Deutschland über 400.000 mal verkauft. 
Radi Radenković war zur Zeit der Aufnahme Torwart beim TSV 1860 München, wo er für seine Ausflüge aus dem Tor bekannt war. Er war einer der ersten Entertainer der Bundesliga, der mit außergewöhnlichen Aktionen auffiel. So ließ er sich nach einer Sperre durch den DFB in Sträflingskleidung fotografieren. Das Lied wurde in der Bundesliga für Provokationen genutzt. So reimte der Torwart von FC Bayern München, Sepp Maier, etwa: Bin i Radi, bin i Depp – König is' da Maier Sepp.
Albert Vossen coverte das Lied in einer Instrumentalversion.